# Arlen D. Jameson

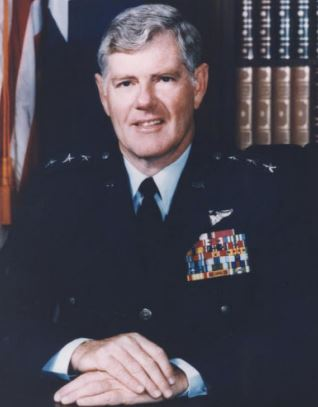
Arlen D. Jameson

Arlen Dirk Jameson (* 11. November 1940 in Vernon, Wilbarger County, Texas; † 15. April 2021 in Austin, Texas) war ein Generalleutnant der United States Air Force. Er war unter anderem Kommandeur der 20. Luftflotte.
Er war ein Sohn von Ashley Day Jameson und dessen Frau Mary Elizabeth. Über das ROTC-Programm der University of Puget Sound gelangte er im Jahr 1962 in das Offizierskorps des United States Air Force. In dieser durchlief er anschließend alle Offiziersränge vom Leutnant bis zum Drei-Sterne General.
Im Lauf seiner militärischen Karriere absolvierte er verschiedene Kurse und Schulungen. Dazu gehörten unter anderem die Squadron Officer School auf der Maxwell Air Force Base in Alabama; das Armed Forces Staff College in Norfolk in Virginia und das National War College in Fort Lesley J. McNair in Washington, D.C. Außerdem erhielt er akademische Grade von der Ohio State University, der Northwestern University und der Harvard Kennedy School.
In seinen frühen Jahren als Offizier der Luftwaffe war er an verschiedenen Stützpunkten in den Vereinigten Staaten stationiert. Im Unterschied zu vielen seiner Kollegen im Generalsrang war er kein Pilot. Er war als Stabsoffizier und Ausbilder in technischen und administrativen Bereichen bei unterschiedlichen Einheiten tätig. Dazwischen absolvierte er die erwähnten Schulungen. Zwischen September 1967 und Oktober 1969 war er in Portugal auf dem Azores, Lajes Field stationiert. Danach wurde er nach Südvietnam versetzt. Zwischen Oktober 1969 und Oktober 1970 war er zur Zeit des Vietnamkriegs auf der Tan Son Nhut Air Base als Berater der südvietnamesischen Luftwaffe tätig.
In den folgenden Jahren setzte er seine Laufbahn in den Vereinigten Staaten fort. Er war unter anderem Stabsoffizier im Hauptquartier der Air Force und im Verteidigungsministerium. Zwischen Januar 1984 und Juni 1986 war Jamerson als Oberst Kommandeur des 90. Strategischen Raketengeschwaders (90th Strategic Missile Wing), das auf der Francis E. Warren Air Force Base in Wyoming stationiert war. Daran schloss sich eine Versetzung zur Offutt Air Force Base in Nebraska an. Bis zum Juni 1987 gehörte er dort als director of command and control dem Stab des Strategic Air Commands an.
Anschließend kehrte er zur Francis E. Warren AFB in Wyoming zurück. Zwischen Juni 1987 und August 1988 kommandierte er dort die 4. Luftdivision (4th Air Division). Anschließend wurde er auf die Vandenberg Space Force Base in Kalifornien beordert, wo er bis zum Juli 1990 die 1st Strategic Aerospace Division befehligte. Auch danach verblieb er bis zum Januar 1991 als Kommandeur des Strategic Missile Centers auf diesem Stützpunkt.
Es folgte eine Rückkehr zur Offutt AFB in Nebraska. Dort war Jameson zwischen Januar 1991 und Juni 1992 Stabschef beim Strategic Air Command. Danach erhielt er das Kommando über die gerade wieder neuaufgestellte 20. Luftflotte, das er zwischen dem 1. Juli 1992 und dem 22. Juni 1994 ausübte, als er von Robert W. Parker abgelöst wurde. In dieser Zeit wurde das Hauptquartier der Luftflotte von der Vandenberg AFB auf die Francis E. Warren AFB verlegt.
Sein letzter militärischer Auftrag führte Arlen Jameson wieder zur Offutt AFB in Nebraska. Dort bekleidete er ab Juni 1994 bis zu seiner Pensionierung im Jahr 1996 das Amt des stellvertretenden Kommandeurs und des Stabschefs des United States Strategic Commands.
Nach seiner Pensionierung war er an mehreren Unternehmen beteiligt. Außerdem engagierte er sich im gesellschaftlichen Leben in Austin in Texas, wo er seinen Lebensabend verbrachte. Er starb am 15. April 2021 und wurde auf dem amerikanischen Nationalfriedhof Arlington beigesetzt.

## Daten der Beförderungen
| Abzeichen | Rang               | Jahr             |
| --------- | ------------------ | ---------------- |
|           | Second Lieutenant  | 3. Juni 1962     |
|           | First Lieutenant   | 1. Januar 1964   |
|           | Captain            | 1. Januar 1967   |
|           | Major              | 1. November 1972 |
|           | Lieutenant Colonel | 1. März 1976     |
|           | Colonel            | 1. November 1980 |
|           | Brigadier General  | 1. März 1987     |
|           | Major General      | 1. Oktober 1989  |
|           | Lieutenant General | 1. Juli 1992     |

## Orden und Auszeichnungen
Arlen Jameson erhielt im Lauf seiner militärischen Laufbahn unter anderem folgende Auszeichnungen:
- Air Force Distinguished Service Medal
- Legion of Merit
- Bronze Star Medal
- Meritorious Service Medal
- Joint Service Commendation Medal
- Air Force Commendation Medal
- Air Force Outstanding Unit Award
- Combat Readiness Medal
- National Defense Service Medal
- Vietnam Service Medal
- Humanitarian Service Medal
- Republic of Vietnam Armed Forces Honor Medal (Südvietnam)
- Republic of Vietnam Gallantry Cross (Südvietnam)
- Republic of Vietnam Campaign Medal (Südvietnam)